# Hiintcabiit
Hiintcabiit (Hiincebiit, Hiintcabit, Owner-of-Waters, Great Serpent), Hiintcabiit je velika rogata vodena zmija iz legenda Arapaho Indijanaca. Iako su moćne i opasne, u Arapaho legendama rogate zmije često ne naude ljudima koji im iskazuju dužno poštovanje, a ponekad čak nagrađuju ljude koji im daju darove nakon sreće u lovu ili ratu. Naziv "Hiintcabiit" na jeziku Arapaho doslovno znači "gospodar vode" ili "vlasnik voda".